# EDEKA
Edeka-Gruppen er en købmandskæde med hovedsæde i Tyskland. 
Navnet er dannet som en forkortelse for Einkaufsgenossenschaft der Kolonialwarenhändler im Halleschen Torbezirk zu Berlin.
Kæden blev grundlagt i 1898 og dens ca. 410.000 ansatte omsatte i 2023 for ca. 70 mia. €.
I Danmark har EDEKA tidligere drevet kæderne Aktiv Super, Merko, Focus og Complet. Desuden var EDEKA også partsindehavere af Rema 1000 i Danmark. Dagrofa overtog i 2009 aktiviteterne i Edeka Danmark, og derefter blev EDEKA's butikker omdannet til SPAR og SuperBest.